# Hypsibarbus malcolmi
Hypsibarbus malcolmi är en fiskart som först beskrevs av Smith, 1945.  Hypsibarbus malcolmi ingår i släktet Hypsibarbus och familjen karpfiskar. IUCN kategoriserar arten globalt som livskraftig. Inga underarter finns listade i Catalogue of Life.